# لجنة مجلس الشيوخ الأمريكي للعلاقات الخارجية

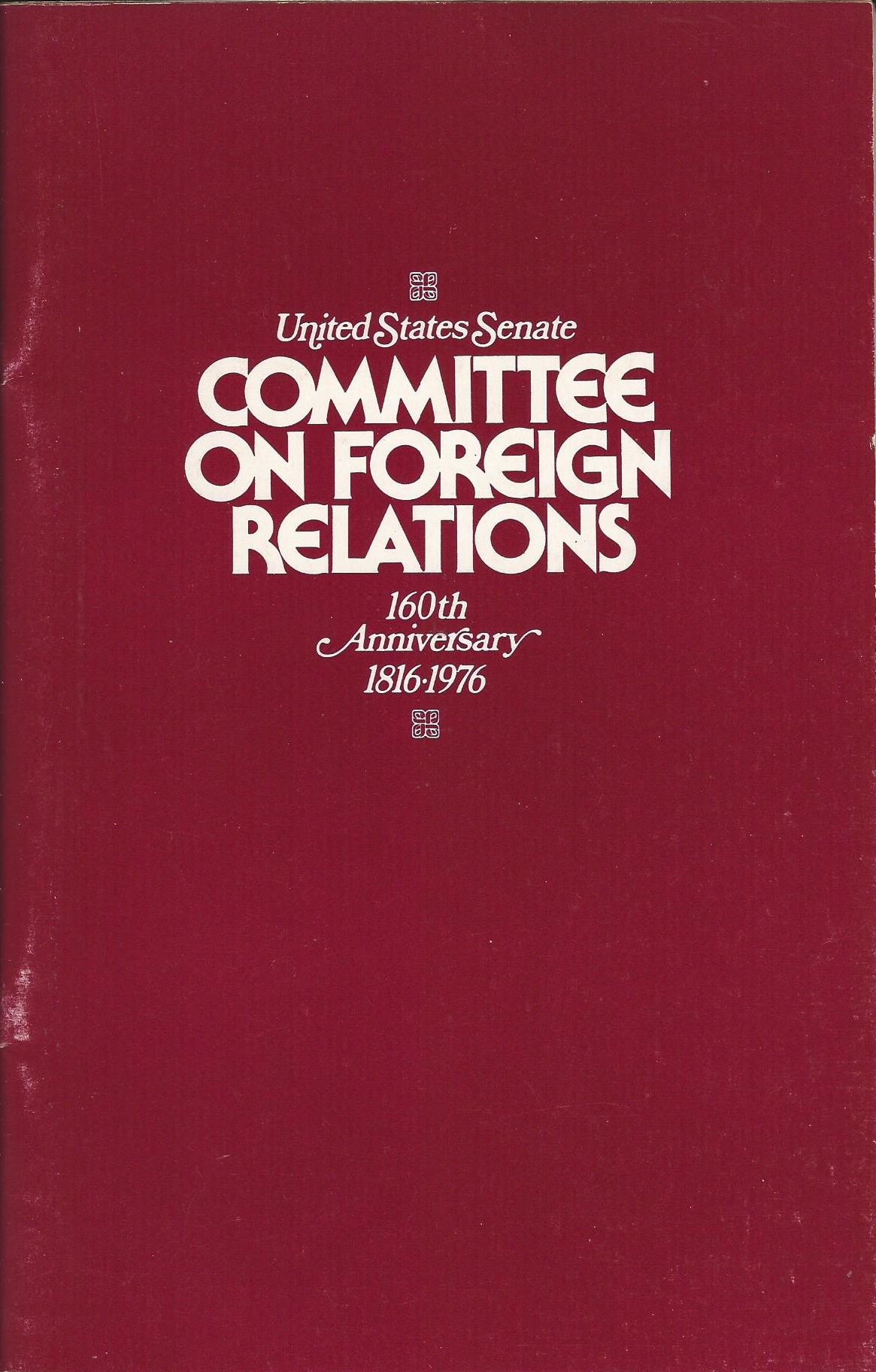
منشور لجنة العلاقات الخارجية في مجلس الشيوخ عام 1976 بمناسبة الذكرى الـ 160 لتأسيسها

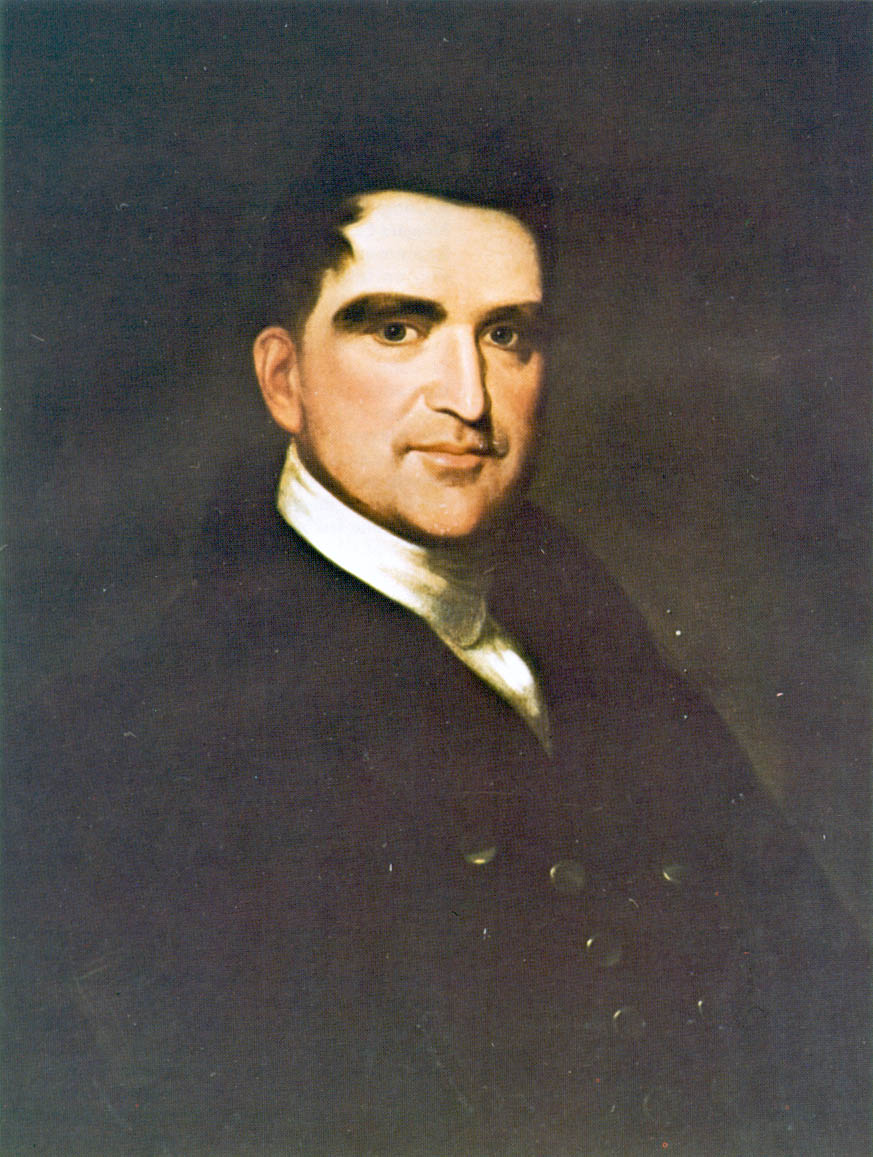
جيمس باربر اول رئيس للجنة العلاقات الخارجية بين عامي 1816-1818

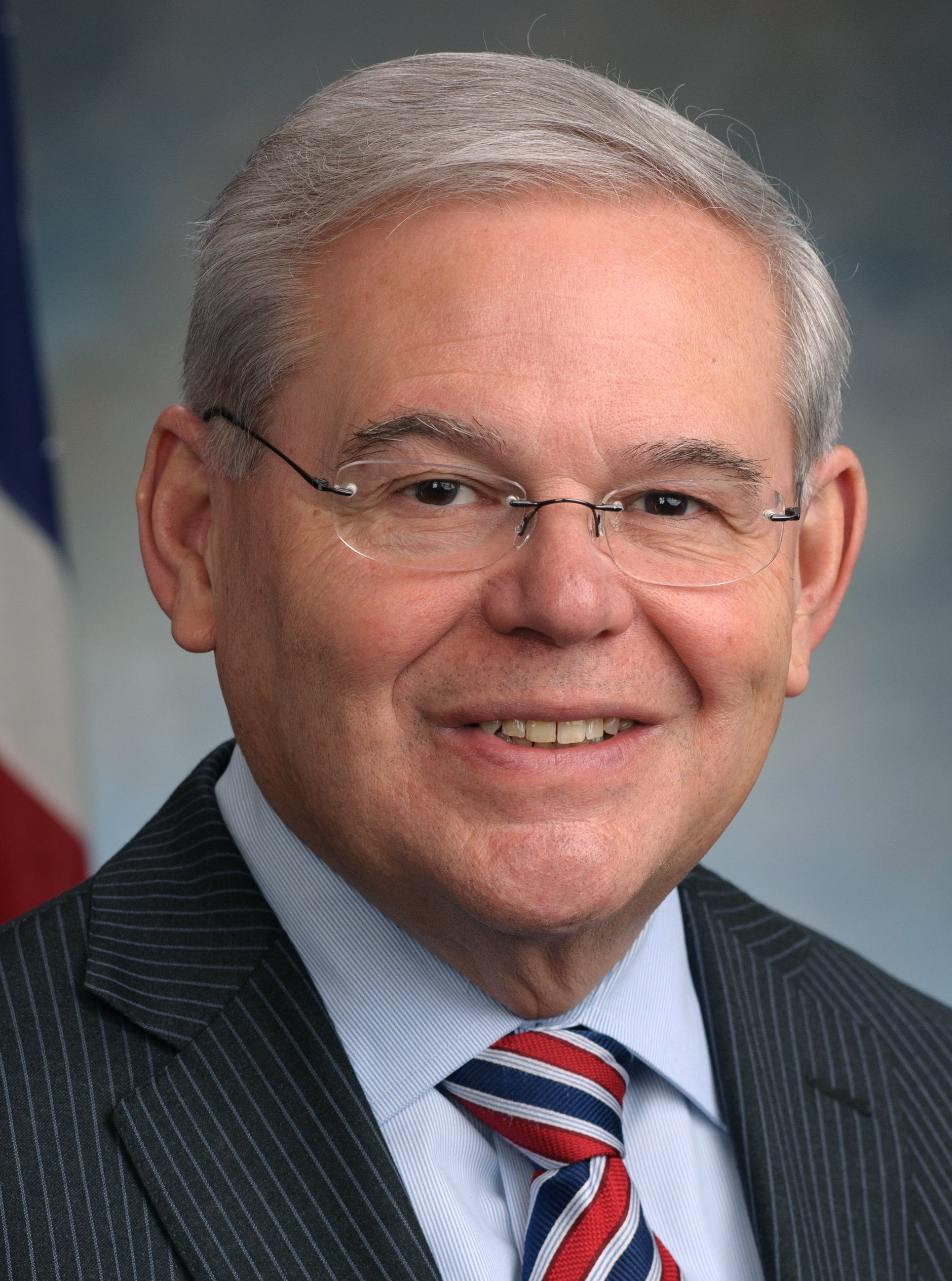
روبرت مينديز الرئيس الحالي للجنة العلاقات الخارجية

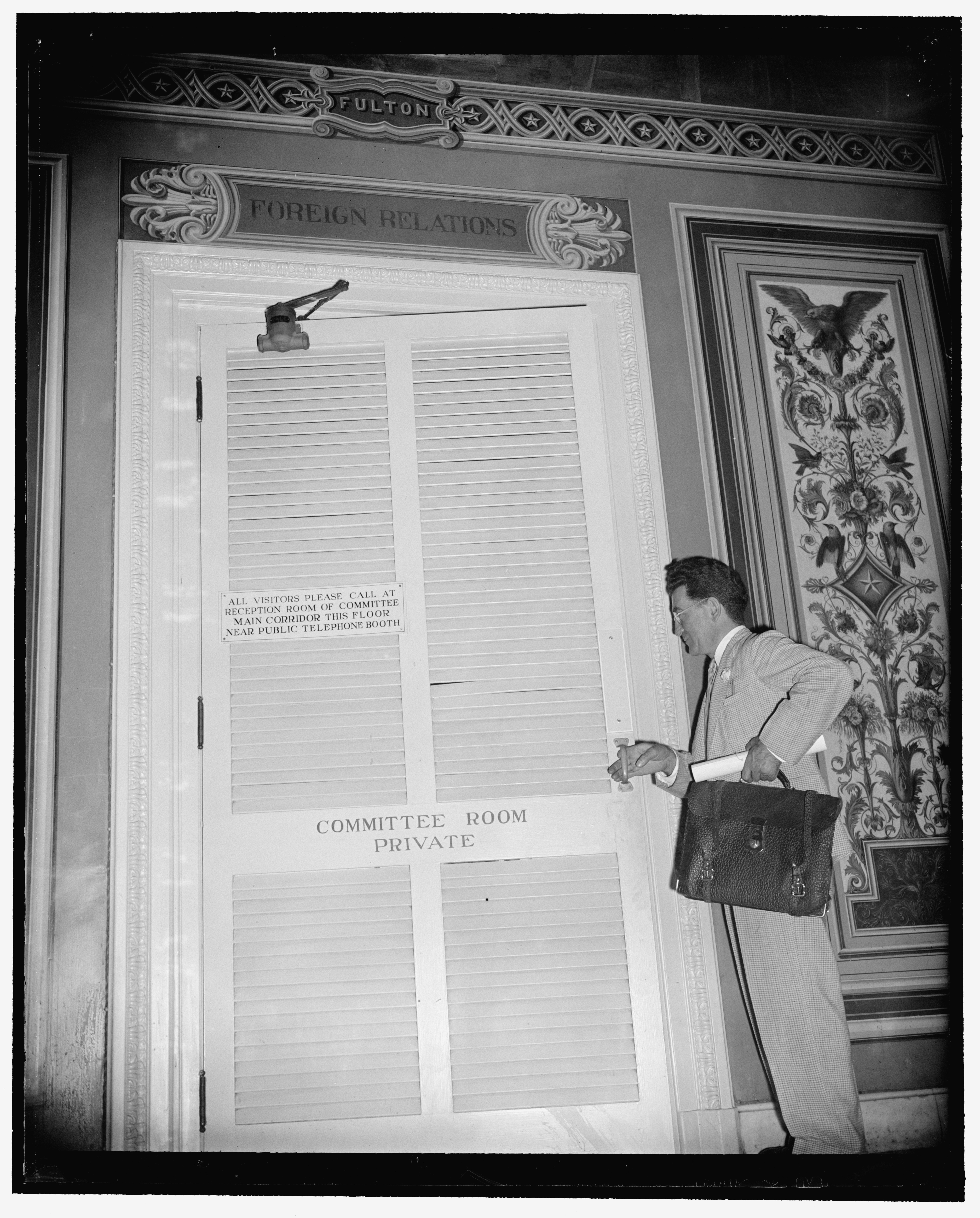
مدخل لجنة العلاقات الخارجية بمجلس الشيوخ

لجنة مجلس الشيوخ الأمريكي للعلاقات الخارجية (بالإنجليزية: لجنة مجلس الشيوخ الأمريكي للعلاقات الخارجية)‏ هي لجنة دائمة في مجلس الشيوخ الأمريكي. وهي مكلفة بسن بتشريعات السياسة الخارجية الرائدة ومناقشتها في مجلس الشيوخ. لجنة العلاقات الخارجية هي المسؤولة بشكل عام عن الإشراف (ولكن ليس إدارة) وتمويل برامج المساعدات الخارجية وكذلك تمويل مبيعات الأسلحة وبرامج تدريب حلفاء أمريكا. اللجنة مسؤولة أيضا عن عقد جلسات استماع تأكيد التعيينات مناصب رفيعة المستوى في وزارة الخارجية. نظرت اللجنة، وناقشت، المعاهدات الهامة والتشريعات، بدءا من شراء ألاسكا في عام 1867 إلى إنشاء الأمم المتحدة في عام 1945. كما يحمل الولاية على جميع الترشيحات الدبلوماسية.  جنبا إلى جنب مع لجنتي المالية والقضائية، لجنة العلاقات الخارجية هي واحدة من أقدم اللجان البرلمانية في مجلس الشيوخ، تعود إنشاء أول لجنة في 1816. اللجنة الشقيقة في مجلس النواب هي لجنة الشؤون الخارجية (التي أعيدت تسميتها من الدولي العلاقات من قبل الكونغرس ال110 في يناير كانون الثاني 2007). تأتي هذه اللجنة بأهمية كبيرة في تحديد الاتجاهات والقرارات في مجال السياسة الخارجية للولايات المتحدة.

## تاريخها
بين عامي 1887 و1907، لعب السيناتور الديمقراطي جون تايلر مورغان، من ولاية ألاباما، دورًا قياديًا في اللجنة. دعا مورغان إلى إنشاء قناة تربط بين المحيطين الأطلسي والهادئ عبر نيكاراغوا، وتوسيع البحرية التجارية والبحرية الأمريكية، والاستحواذ على هاواي وبورتوريكو والفلبين وكوبا. وتوقع أن تصبح أسواق أمريكا اللاتينية وآسيا سوق تصدير جديدة للقطن والفحم والحديد والأخشاب في ألاباما. ومن شأن القناة أن تجعل التجارة مع المحيط الهادئ أكثر جدوى، ومن شأن القوة العسكرية الموسعة أن تحمي تلك التجارة الجديدة. وبحلول عام 1905، أصبحت معظم أحلامه حقيقة، حيث مرت القناة عبر بنما بدلاً من نيكاراغوا.
خلال الحرب العالمية الثانية، أخذت اللجنة زمام المبادرة في رفض الانعزالية التقليدية وتصميم سياسة خارجية دولية جديدة على أساس افتراض أن الأمم المتحدة ستكون قوة أكثر فعالية بكثير من عصبة الأمم القديمة التي فقدت مصداقيتها. وكان من الأمور المثيرة للقلق بشكل خاص الإصرار على أن يلعب الكونجرس دورًا مركزيًا في السياسة الخارجية لفترة ما بعد الحرب، بدلاً من جهله بالقرارات الرئيسية التي تم اتخاذها خلال الحرب. لعب السيناتور الجمهوري آرثر فاندنبرغ الدور المركزي فيها.
عام 1966 مع تصاعد التوترات بشأن حرب فيتنام، عقدت اللجنة جلسات استماع حول العلاقات المحتملة مع الصين الشيوعية. وقد أشار الشهود، وخاصة الأكاديميون المختصون بشؤون شرق آسيا، أمام الرأي العام الأميركي إلى أن الوقت قد حان لتبني سياسة جديدة للاحتواء دون العزلة. وأشارت جلسات الاستماع إلى أن الرأي العام الأمريكي تجاه الصين قد ابتعد عن العداء ونحو التعاون. كان لجلسات الاستماع تأثير طويل المدى عندما أصبح ريتشارد نيكسون رئيسًا، وتخلى عن سياسة الاحتواء، وبدأ سياسة الانفراج مع الصين. ظلت المشكلة قائمة حول كيفية التعامل في الوقت نفسه مع الحكومة الصينية في تايوان بعد الاعتراف الرسمي بحكومة بكين. قامت اللجنة بصياغة قانون العلاقات مع تايوان (الولايات المتحدة 1979) الذي مكن الولايات المتحدة من الحفاظ على علاقات ودية مع تايوان وتطوير علاقات جديدة مع الصين.
رداً على انتقادات المحافظين بأن وزارة الخارجية تفتقر إلى المتشددين، رشح الرئيس رونالد ريغان في عام 1981 إرنست دبليو ليفير [الإنجليزية] مساعداً لوزير الخارجية. كان أداء ليفيفر ضعيفًا في جلسات تأكيد تعيينه ورفضت لجنة العلاقات الخارجية بمجلس الشيوخ ترشيحه بأغلبية 4 أصوات مقابل 13، مما دفع ليفر إلى سحب اسمه. شغل إليوت أبرامز المنصب. وكان السيناتور الجمهوري جيسي هيلمز، وهو محافظ متشدد، رئيسًا للجنة في أواخر التسعينيات. لقد دفع لإصلاح الأمم المتحدة عن طريق منع دفع رسوم عضوية الولايات المتحدة.

## الدور والمهام
عام 1943 جاء في تحليل سري للجنة العلاقات الخارجية بمجلس الشيوخ أجراه الباحث البريطاني أشعيا برلين لصالح وزارة الخارجية ما يلي:

مجلس الشيوخ الأمريكي... يراقب عن كثب السياسة الخارجية، ليس فقط من الناحية النظرية ولكن من الناحية العملية. إن أغلبية الثلثين في مجلس الشيوخ اللازمة للتصديق على جميع المعاهدات الأجنبية ليست سوى أفضل صلاحياته المعروفة، ولكن سيطرته العامة على جميع التشريعات وسلطته في حق النقض على تعيين السفراء وغيرهم من كبار المسؤولين العموميين، و إن تأثير آرائها على الرأي العام يمنحها مكانة فريدة في تحديد السياسة الخارجية للولايات المتحدة. إن الجهاز داخل مجلس الشيوخ الذي يصوغ هذه السياسة هو لجنة العلاقات الخارجية، التي تتمتع بسلطة تغيير وتأخير، وفي ظل ظروف سياسية معينة، الاعتراض على أي جزء من السياسة الرئيسية في هذا المجال.
ومن ابرز مهام مسؤوليات لجنة العلقات الخارجيةː  
- مراجعة السياسات الخارجية التي تنفذها الحكومة الأمريكية. مثل العلاقات الدبلوماسية، الأمن القومي، التجارة الدولية، حقوق الإنسان، المساعدات الخارجية وغيرها.[بحاجة لمصدر]
- إقرار وتعديل التشريعات: التي تتعلق بالشؤون الخارجية وتقديم توصيات بشأنها. كما يمكنها تقديم مشروعات قوانين جديدة.
- التفاوض والمفاوضات الدبلوماسية مع الجهات الأخرى على الصعيدين الدولي والإقليمي في قضايا تتعلق بالعلاقات الخارجية.
- مراقبة التطورات العالمية وتقيم تأثيرها على مصالح الولايات المتحدة، من خلال الاستماع إلى شهادات الخبراء، والمسؤولين الحكوميين.
- ميزانية وتمويل الأنشطة الخارجية والتي تشمل المساعدات الخارجية والمشاريع الإنمائية.
- مراقبة تنفيذ السياسات من قبل الحكومة وتتخذ إجراءات في حال كانت هناك قضايا أو انتهاكات.
- تقييم الأزمات الدولية وتقديم توجيهات للحكومة بشأن كيفية التعامل معها.[بحاجة لمصدر]
- المشاركة في المنظمات والاتفاقيات الدولية عبر مراقبة ودعم مشاركة الولايات المتحدة في المنظمات الدولية وتوقيع الاتفاقيات الدولية.[بحاجة لمصدر]

## أعضاء اللجان

### أعضاء اللجنة رقم 113
| الاغلبية | الاقلية |
| --- | --- |
| - جون كيري، ماساتشوستس, الرئيس, حتى 1 فبراير 2013 - بوب مينينديز، نيوجيرسي الرئيس, من 1 فبراير 2013 - باربرا بوكسر، كاليفورنيا - بين كاردين، ماريلند - جين شاهين، نيوهامبشير - كريس كونز، ديلاوير - بوب كايسي، بنسيلفانيا, حتى 2013 - ديك دوربين، إلينوي - توم يودل، نيومكسيكو - كريس ميرفي، كونيتيكت - تيم كين، فرجينيا - إد ماركي، ماساتشوستس, من 2013 | - بوب كوكر، تينيسي العضو الرفيع [الإنجليزية] - جيم ريش، أيداهو - ماركو روبيو، فلوريدا - رونالد جونسون، ويسكونسن - جيف فليك، أريزونا - جون ماكين، أريزونا - جون باراسو، وايومنغ - راند بول، كنتاكي |

المصدر: 2013 Congressional Record, Vol. 159, Page S297 –297, 661–662

### اعضاء اللجنة رقم 114
| الاغلبية | الاقلية |
| --- | --- |
| - بوب كوكر، تينيسي الرئيس - جيم ريش، أيداهو - ماركو روبيو، فلوريدا - رونالد جونسون، ويسكونسن - جيف فليك، أريزونا - كوري غاردنر، كولورادو - ديفيد بيردو، جورجيا - جوني إيزاكسون، جورجيا - راند بول، كنتاكي - روب بورتمان، أوهايو - جون باراسو، وايومنغ | - بين كاردين، ماريلند, العضو الرفيع [الإنجليزية] - باربرا بوكسر، كاليفورنيا - جين شاهين، نيوهامبشير - كريس كونز، ديلاوير - توم يودل، نيومكسيكو - بوب مينينديز، نيوجيرسي - كريس ميرفي، كونيتيكت - تيم كين، فرجينيا - إد ماركي، ماساتشوستس - جيف ميركلي، أوريغن |

Sources: 2015 Congressional Record, Vol. 161, Page S297 –297, 661–662

### اعضاء اللجنة رقم 115
| الاغلبية | الاقلية |
| --- | --- |
| - بوب كروكر، تينيسي, الرئيس - جيم ريش، أيداهو - ماركو روبيو، فلوريدا - رونالد جونسون، ويسكونسن - جيف فليك، أريزونا - كوري غاردنر، كولورادو - تود يونغ، إنديانا - جون باراسو، وايومنغ - جوني إيزاكسون، جورجيا (ولاية أمريكية) - روب بورتمان، أوهايو - راند بول، كنتاكي | - بوب مينينديز، نيوجيرسي, العضو الرفيع [الإنجليزية] - بين كاردين، ماريلند - جاني شاهين، نيوهامبشير - كريس كونس، ديلاوير - توم يودل، نيومكسيكو - كريس ميرفي، كونيتيكت - تيم كين، فرجينيا - إد ماركي، ماساتشوستس - جيف ميركلي، أوريغون - كوري بوكر، نيوجيرسي |

### اعضاء اللجنة رقم 116
| الأغلبية | الأقلية |
| --- | --- |
| - جيم ريش، أيداهو, الرئيس - ماركو روبيو، فلوريدا - رونالد جونسون، ويسكونسن - كوري غاردنر، كولورادو - تود يونغ، إنديانا - جون باراسو، وايومنغ - روب بورتمان، أوهايو - راند بول، كنتاكي - ليندسي غراهام، كارولاينا الجنوبية - ميت رومني، يوتا - تيد كروز، تكساس - ديفيد بيردو، جورجيا (توضيح) | - بوب مينينديز، نيوجيرسي, العضو الرفيع [الإنجليزية] - بين كاردين، ماريلند - جين شاهين، نيوهامبشير - كريس كونز، ديلاوير - توم يودل، نيومكسيكو - كريس ميرفي، كونيتيكت - تيم كين، فرجينيا - إد ماركي، ماساتشوستس - جيف ميركلي، أوريغن - كوري بوكر، نيوجيرسي |

### اعضاء اللجنة رقم 117
| الأغلبية | الأقلية |
| --- | --- |
| - بوب مينينديز، نيوجيرسي, الرئيس - بين كاردين، ماريلند - جين شاهين، نيوهامبشير - كريس كونز، ديلاوير - كريس ميرفي، كونيتيكت - تيم كين، فرجينيا - إد ماركي، ماساتشوستس - جيف ميركلي، أوريغن - كوري بوكر، نيوجيرسي - براين شاتز، هاواي - كريس فان هولن، ماريلند | - جيم ريش، أيداهو, العضو الرفيع [الإنجليزية] - ماركو روبيو، فلوريدا - رونالد جونسون، ويسكونسن - ميت رومني، يوتا - روب بورتمان، أوهايو - راند بول، كنتاكي - تود يونغ، إنديانا - تيد كروز، تكساس - جون باراسو، وايومنغ - مايك روندز، داكوتا الجنوبية - بيل هاجرتي، تينيسي |

### اعضاء اللجنة رقم 118
| الأغلبية | الأقلية |
| --- | --- |
| - بين كاردين، ماريلند, الرئيس (من 25 سبتمبر 2023) - بوب مينينديز، نيوجيرسي, الرئيس (حتى 22 سبتمبر 2023) - جين شاهين، نيوهامبشير - كريس كونز، ديلاوير - كريس ميرفي، كونيتيكت - تيم كين، فرجينيا - جيف ميركلي، أوريغن - كوري بوكر، نيوجيرسي - براين شاتز، هاواي - كريس فان هولن، ماريلند - تامي دوكوورث، إلينوي | - جيم ريش، أيداهو, العضو الرفيع [الإنجليزية] - ماركو روبيو، فلوريدا - ميت رومني، يوتا - بيت ريكيتس، نبراسكا - راند بول، كنتاكي - تود يونغ، إنديانا - جون باراسو، وايومنغ - تيد كروز، تكساس - بيل هاجرتي، تينيسي - تيم سكوت، كارولاينا الجنوبية |

## رؤساء اللجنة من 1816 إلى الآن

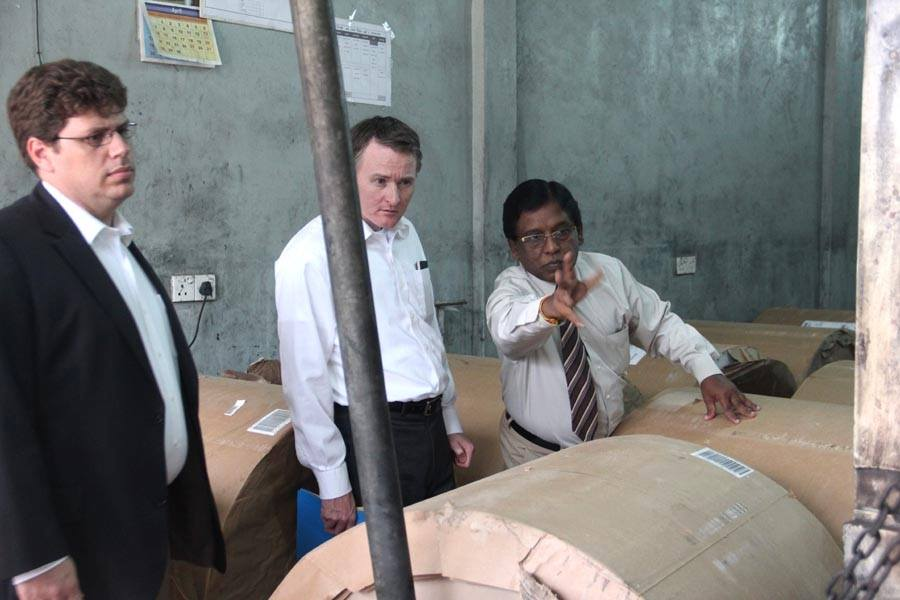
مسؤولون من لجنة العلاقات الخارجية بمجلس الشيوخ الأمريكي يتفقدون المطبعة المحترقة لصحيفة أوثايان في جافنا في 7 ديسمبر 2013، بينما كان إي سارافانابافان، المدير الإداري للصحيفة يشرح له شيئًا ما.

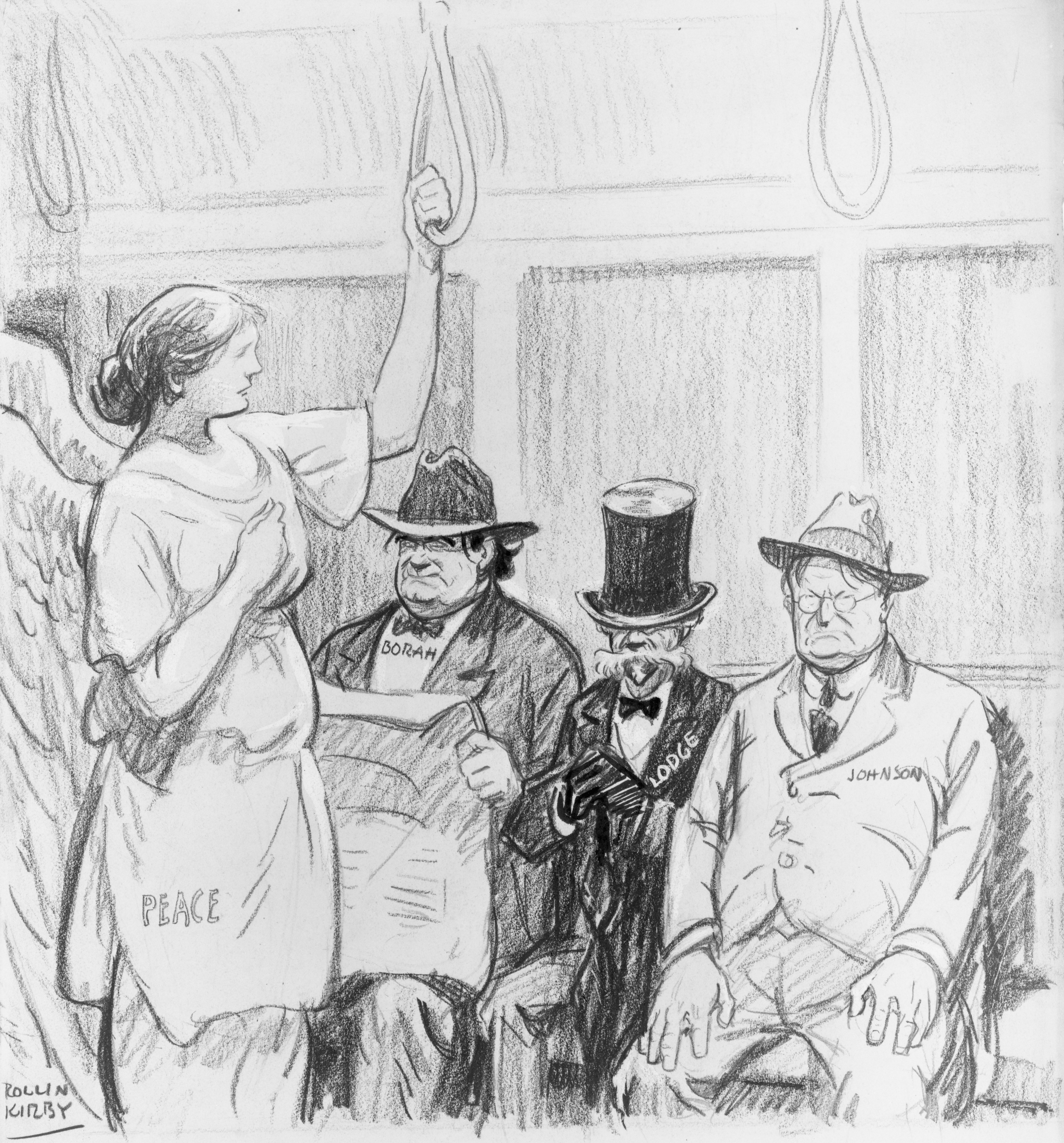
رفض إعطاء مقعد للسيدة معاهدة السلام في فرساي – من قبل أعضاء مجلس الشيوخ بورا ولودج وجونسون

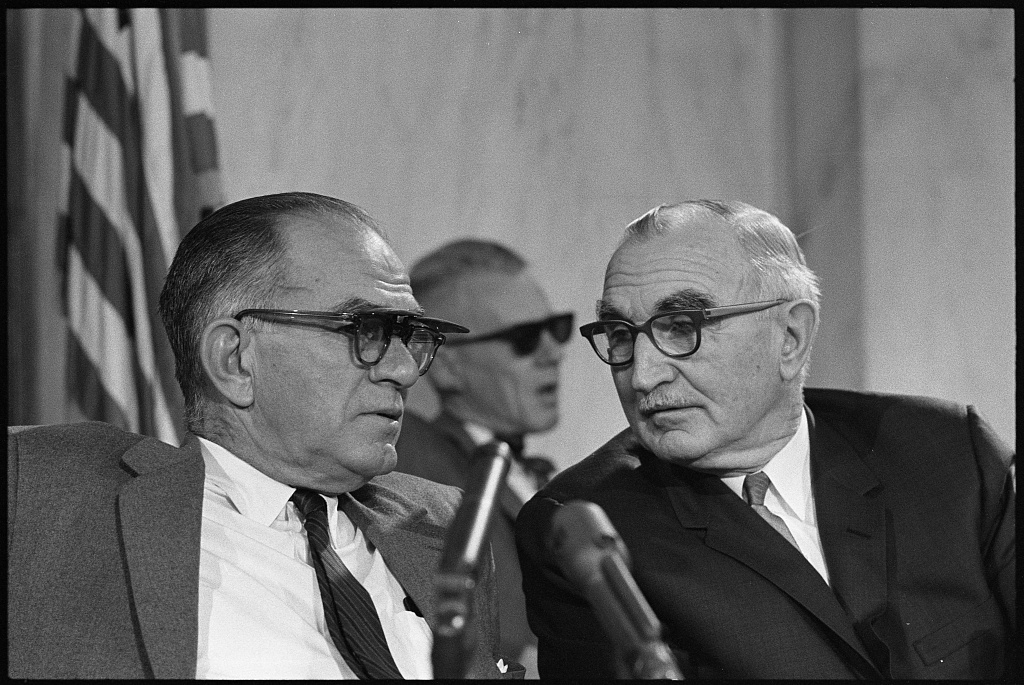
رئيس اللجنة السيناتور ج. ويليام فولبرايت (يسار) مع السيناتور خلال جلسة استماع حول حرب فيتنام في عام 1966

الشيوخ في اللجان العلاقات الخارجية. وارن جي هاردينغ؛ غير واضح؛ فرانك ب. برانديجي؛ غير واضح؛ هنري كابوت لودج، رئيس مجلس الإدارة؛ جيلبرت م. هيتشكوك؛ كلوديا. سوانسون؛ أخرى غير واضحة

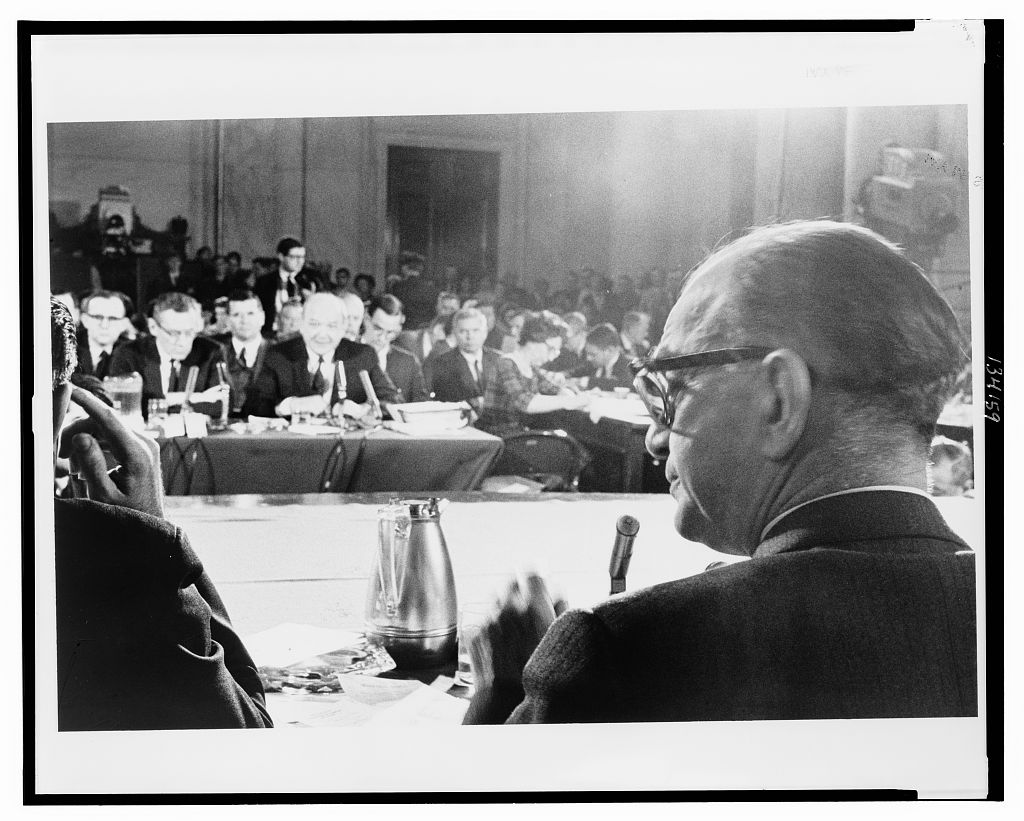
دين راسك أمام لجنة العلاقات الخارجية بمجلس الشيوخ

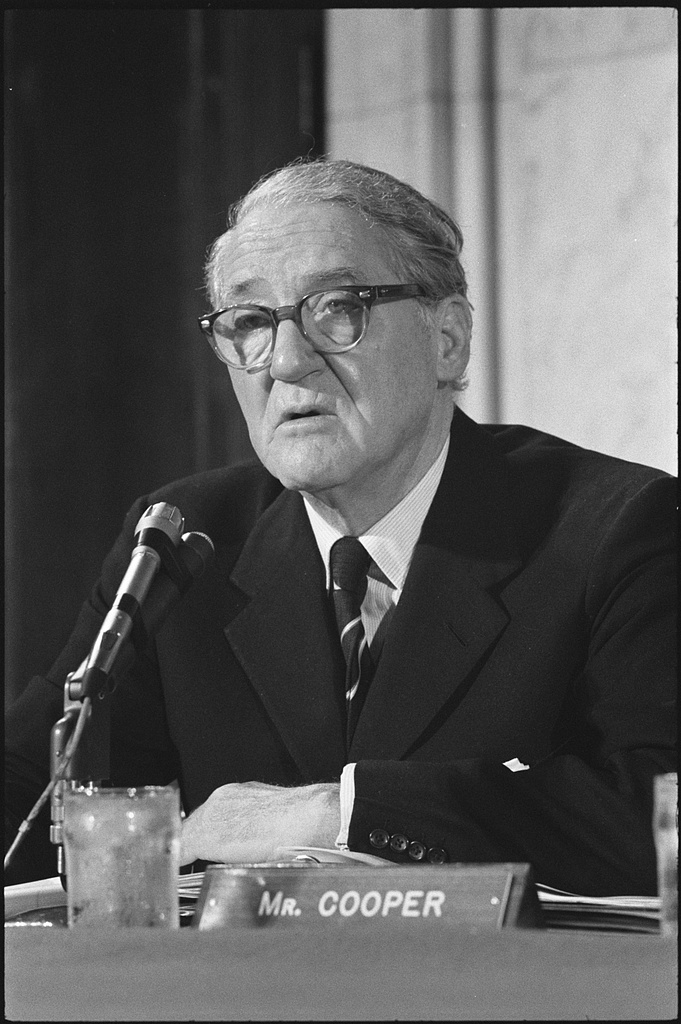
السيناتور جون شيرمان كوبر يتحدث عن حرب فيتنام

|    | الاسم                 | الحزب           | الولاية            | السنوات   |
| -- | --------------------- | --------------- | ------------------ | --------- |
| 1  | جيمس باربر            | جمهوري ديمقراطي | فرجينيا            | 1816–1818 |
| 2  | ناثانيل ماكون         | جمهوري ديمقراطي | كارولاينا الشمالية | 1818–1819 |
| 3  | جيمس براون            | جمهوري ديمقراطي | لويزيانا           | 1819–1820 |
| 4  | جيمس باربر            | جمهوري ديمقراطي | فرجينيا            | 1820–1821 |
| 5  | روفوس كينغ            | فيدرالي         | نيويورك            | 1821–1822 |
| 6  | جيمس باربر            | جمهوري ديمقراطي | فرجينيا            | 1822–1825 |
| 7  | ناثانيل ماكون         | جمهوري ديمقراطي | كارولاينا الشمالية | 1825–1826 |
| 8  | ناثان سانفورد         | جمهوري ديمقراطي | نيويورك            | 1826–1827 |
| 9  | ناثانيل ماكون         | جمهوري ديمقراطي | كارولاينا الشمالية | 1827–1828 |
| 10 | ليتلتون تازويل        | ديمقراطي        | فرجينيا            | 1828–1832 |
| 11 | جون فورسيث            | ديمقراطي        | جورجيا             | 1832–1833 |
| 12 | وليام ويلكنز          | ديمقراطي        | بنسيلفانيا         | 1833–1834 |
| 13 | هنري كلاي             | يميني           | كنتاكي             | 1834–1836 |
| 14 | جيمس بيوكانان         | ديمقراطي        | بنسيلفانيا         | 1836–1841 |
| 15 | ويليام كابل ريفز      | يميني           | فرجينيا            | 1841–1842 |
| 16 | ويليام إس. ارتشر      | يميني           | فرجينيا            | 1842–1845 |
| 17 | ويليام آلن            | ديمقراطي        | أوهايو             | 1845–1846 |
| 18 | Ambrose H. Sevier     | ديمقراطي        | أركنساس            | 1846–1848 |
| 19 | ادوارد هانيغان        | ديمقراطي        | إنديانا            | 1848–1849 |
| 20 | توماس هارت بنتون      | ديمقراطي        | ميزوري             | 1849      |
| 21 | وليام آر كنج          | ديمقراطي        | ألاباما            | 1849–1850 |
| 22 | هنري ستيوارت فوت      | ديمقراطي        | مسيسيبي            | 1850–1851 |
| 23 | جيمس موراي ميسون      | ديمقراطي        | فرجينيا            | 1851–1861 |
| 24 | تشارلز سومنر          | الحزب الجمهوري  | ماساتشوستس         | 1861–1871 |
| 25 | سايمون كاميرون        | الحزب الجمهوري  | بنسيلفانيا         | 1871–1877 |
| 26 | هانيبال هاملين        | الحزب الجمهوري  | مين                | 1877–1879 |
| 27 | ويليام دبليو. إيتون   | ديمقراطي        | كونيتيكت           | 1879–1881 |
| 28 | أمبروز برنسايد        | الحزب الجمهوري  | رود آيلاند         | 1881      |
| 29 | George F. Edmunds     | الحزب الجمهوري  | فيرمونت            | 1881      |
| 30 | ويليام ويندوم         | الحزب الجمهوري  | مينيسوتا           | 1881–1883 |
| 31 | جون فرانكلين ميلر     | الحزب الجمهوري  | كاليفورنيا         | 1883–1886 |
| 32 | جون شيرمان            | الحزب الجمهوري  | أوهايو             | 1886–1893 |
| 33 | جون تايلر مورغان      | ديمقراطي        | ألاباما            | 1893–1895 |
| 34 | جون شيرمان            | الحزب الجمهوري  | أوهايو             | 1895–1897 |
| 35 | ويليام بي. فراي       | الحزب الجمهوري  | مين                | 1897      |
| 36 | كاشمان كيلوغ ديفيس    | الحزب الجمهوري  | مينيسوتا           | 1897–1901 |
| 37 | Shelby M. Cullom      | الحزب الجمهوري  | إلينوي             | 1901–1911 |
| 38 | أغسطس أوكتافيوس بيكون | ديمقراطي        | جورجيا             | 1913–1914 |
| 39 | William J. Stone      | ديمقراطي        | ميزوري             | 1914–1918 |
| 40 | غيلبرت هيتشكوك        | ديمقراطي        | نبراسكا            | 1918–1919 |
| 41 | هنري كابوت لودج       | جمهوري          | ماساتشوستس         | 1919–1924 |
| 42 | William E. Borah      | جمهوري          | أيداهو             | 1924–1933 |
| 43 | كي بيتمان             | ديمقراطي        | نيفادا             | 1933–1940 |
| 44 | والتر جورج            | ديمقراطي        | جورجيا             | 1940–1941 |
| 45 | توم كونالي            | ديمقراطي        | تكساس              | 1941–1947 |
| 46 | آرثر فاندينبيرغ       | جمهوري          | ميشيغان            | 1947–1949 |
| 47 | توم كونالي            | ديمقراطي        | تكساس              | 1949–1953 |
| 48 | ألكساندر ويلي         | جمهوري          | ويسكونسن           | 1953–1955 |
| 49 | والتر جورج            | ديمقراطي        | جورجيا             | 1955–1957 |
| 50 | ثيودور غرين           | ديمقراطي        | رود آيلاند         | 1957–1959 |
| 51 | جيمس ويليام فولبرايت  | ديمقراطي        | أركنساس            | 1959–1975 |
| 52 | جون سباركمان          | ديمقراطي        | ألاباما            | 1975–1979 |
| 53 | فرانك تشيرش           | ديمقراطي        | أيداهو             | 1979–1981 |
| 54 | تشارلز إتش. بيرسي     | جمهوري          | إلينوي             | 1981–1985 |
| 55 | ريتشارد لوغار         | جمهوري          | إنديانا            | 1985–1987 |
| 56 | كلايبورن بيل          | ديمقراطي        | رود آيلاند         | 1987–1995 |
| 57 | جيسي هيلميس           | جمهوري          | كارولاينا الشمالية | 1995–2001 |
| 58 | جو بايدن              | ديمقراطي        | ديلاوير            | 2001      |
| 59 | جيسي هيلميس           | جمهوري          | كارولاينا الشمالية | 2001      |
| 60 | جو بايدن              | ديمقراطي        | ديلاوير            | 2001–2003 |
| 61 | ريتشارد لوغار         | جمهوري          | إنديانا            | 2003–2007 |
| 62 | جو بايدن              | ديمقراطي        | ديلاوير            | 2007–2009 |
| 63 | جون كيري              | ديمقراطي        | ماساتشوستس         | 2009–2013 |
| 64 | بوب مينينديز          | ديمقراطي        | نيوجيرسي           | 2013–2015 |
| 65 | بوب كوكر              | جمهوري          | تينيسي             | 2015–2019 |
| 66 | جيم ريش               | جمهوري          | أيداهو             | 2019–2021 |
| 67 | بوب مينينديز          | ديمقراطي        | نيوجيرسي           | 2021–الآن |

## انظر ايضا
- العضو الرفيع [الإنجليزية]
- لجنة كونغرس الولايات المتحدة